# Haidong gumdo
O Haedong Kumdo (pronuncia-se: "Rêdon kumdô" ou "Rêdon gumdô"), também escrito Haidong Gumdo (Hangul: 해동검도 Hanja: 海東劍道), é uma arte marcial coreana desenvolvida por volta de 1982. Sua grafia varia entre certas organizações. O mais notável é Haidong Gumdo pela organização de origem sob o comando de Jeong-Ho Kim (Daehan Haidong Gumdo Federation), e Haedong Kumdo pela maior derivação sob Han-Il Na (Hanguk Haedong Gumdo Federation). 
	A principal fonte de inspiração no Haidong Gumdo/Haedong Kumdo é o resgate cultural dos antigos soldados coreanos que lutavam portando espadas, desde Koguryo até a Guerra Imjin. Seu significado é Caminho da espada do Mar-do-leste, bem como a palavra "Haedong" também pode significar a localização da Coreia. 
	Diferentemente das outras escolas orientais que fixa em combater um só adversário dando-lhe um golpe certeiro; o Haidong Gumdo/Haedong Kumdo como espada coreana, por sua vez, foca em enfrentar adversários múltiplos, pois, a espada só é ativada durante a luta. Outra característica, são os movimentos circulares, a fim de atacar os adversários que podem estar em qualquer lugar em campo de batalha, enquanto que as outras escolas de espada oriental ensinam apenas movimentos lineares contra um só adversário.  

## História
O Haedong Kumdo é uma arte marcial coreana de espada desenvolvida em 1982 pelos mestres Kim Jeong-Ho e Na Han-Il. Ambos treinaram em antigas formas de esgrima coreana, incluindo o Gicheonmun sob a orientação do mestre Dae Yang Park e o Shim Gum Do com o mestre Kim Chang Sik. 
As técnicas do Gicheonmun influenciaram o Haedong Kumdo, especialmente nos movimentos circulares com a espada e nos exercícios de meditação e respiração (Danjun). Por sua vez, o Shim Gum Do é conhecido por seu sistema característico de meditação, defesa pessoal sem o uso da espada (Ho Shin Sul), uso de bastão curto (Bong Sool) e técnicas com duas espadas (Ssang Kum Bup).
O nome "Haedong Kumdo" deriva de "Haedong Seong-Guk Balhae" (海東盛國渤海), referindo-se ao antigo Reino de Balhae (渤海 - 698 d.C. - 935 d.C.), localizado no nordeste da Coreia, próximo à fronteira com o norte da China e a Sibéria Oriental. "Haedong" significa "oceano oriental", "Kum" significa "espada" e "Do" representa o "caminho" ou "via".
Em 24 de julho de 1982, o mestre Kim Jeong-Ho estabeleceu um dojang na cidade de Anyang. Posteriormente, em 10 de abril de 1984, fundou a Korean Haidong Gumdo Federation no distrito de Seocho, em Seul, e em 25 de novembro de 1996, estabeleceu a World Haidong Gumdo Federation. 
Na década de 1990, o mestre Na Han-Il, que também atuava como ator em séries de TV e novelas, popularizou o Haedong Kumdo ao apresentá-lo em uma série televisiva coreana na qual era protagonista, aumentando significativamente a visibilidade da modalidade.

## O Haedong Kumdo nos países lusófonos.
Portugal foi o primeiro país lusófono a introduzir o Haidong Gumdo bem como na Europa em 2000 com o Mestre Han-Sang Hyun onde residiu por um ano. Atualmente o Mestre Hyun representa a Associação Europeia Haidong Gumdo tendo a França, Alemanha, Espanha, Itália, Reino Unido, e demais países europeus como membros... [carece de fontes?]. No Brasil, o Haidong Gumdo chegou em 2005 pelo Grão Mestre Yang-Tae Kim (6°Dan) que reside no México e é representada pela Associação Brasileira de Haidong Gumdo em São Paulo, filiada a World Haidong Gumdo Federation do  GM. Jeong-Ho Kim. 
	Em 2006, a representação do Rio Grande do Sul rompe com a ABHG decidindo treinar o Haedong Kumdo Jinyong Ssangkum Ryu (“Estilo supremo de duas espadas”. Hangul: 진영쌍검류 Hanja: 眞英雙劍類) do Grão Mestre Jeong-Seong Kim (9°Dan) presidente da United World Haedong Kumdo Federation, com sede em Busan na Coreia do Sul; seu currículo engloba as técnicas de duas espadas desde a faixa branca, técnicas de saques e embainhamento de espadas, também conta com exercícios de meditação e respiração chamados de “Kimu”. Com a representação do novo estilo, em 2007 é fundada a Federação Brasileira de Haedong Kumdo, porém, devido a falta de continuidade com o trabalho seguido do afastamento repentino de instrutores, a FBHK foi extinta, permitindo a fundação da Confederação Brasileira de Haedong Kumdo (CBHK) em 2012 recuperando antigos instrutores e praticantes sem contar com novos filiados e futuros instrutores.
	Importante informar que há entidades recém criadas no Brasil, porém, não se sabe quem são e qual entidade internacional representam.  

## Formas
No Haedong Kumdo para cada graduação é ensinado uma sequencia de formas de espadas variando entre até 12 formas, algumas de curta duração e outras bastante longas. Na faixa branca, o aluno treina as sequencias chamadas "Ssangsu Gumbup" (do 1° até o 12°) e "Shimsang Gumbup" apenas para obter a graduação de faixa preta. Após a faixa preta 1°Dan, ele passa a treinar as sequencias "Yedo Gumbup" e a cada graduação obtida o praticante vai treinando mais e mais sequencias como as listadas abaixo.    
| Formas praticadas no Haidong Gumdo                                                | número de formas | Formas praticadas no Haedong Kumdo Jinyong Ssangkumryu                                        | número de formas |
| --------------------------------------------------------------------------------- | ---------------- | --------------------------------------------------------------------------------------------- | ---------------- |
| 雙手劍法 Ssangsu Gumbup - técnica da espada com as duas mãos                      | 1 – 12           | 基本雙劍法(韓羅形) – Kibon Ssangkum Bup (Hanra Hyung) forma básica de duas espadas.           | 1 – 12           |
| 心象劍法 Shimsang Gumbup - técnica para usar a estratégia e a tática com a espada | Forma única.     | 心(相)雙劍法 (心形) – Shim Ssangkum Bup (Shim Hyung) preparatória para exame de Dan           | 1 – 4            |
| 銳刀劍法 Yedo Gumbup - técnica da espada curta                                    | 1 – 9            | 銳刀雙劍法(地理形) – Yedo Ssangkum Bup (Jiri Hyung) espada curta dupla.                       | 1 – 11           |
| 邦國劍法 Bonguk Gumbup - técnica da espada coreana.                               | 1 – 7            | 聖雙劍法(別形) – Sung Ssangkum Bup (Byeol Hyung) Forma da espada dupla da estrela             | Forma única      |
| 將軍劍法 Jedok Gumbup - técnica da espada do Almirante.                           |                  | 邦國雙劍法(小白形) – Bonkuk Ssangkum Bup (Sobaek Hyung) a espada nacional dupla               | 1 – 7            |
| 長白劍法 Jangbaek Gumbup - técnica Jangbaek.                                      | 1 – 7            | 長白雙劍法(太白形) Jangbaek Ssangkum Bup (Taebaek Hyung) Espada Jangbaek dupla                | 1 – 7            |
| 倭劍法 Wae Gumbup - técnica da espada japonesa.                                   |                  | 金剛雙劍法(金剛型) Kumgang Ssangkum Bup (Kumgang Hyung) Espada dupla da montanha de diamantes | 1 – 4            |
| 一手劍法 Wuisu Gumbup - técnica de espada com uma mão.                            |                  | 白頭雙劍法(白頭型) Baekdu Ssangkum Bup (Baekdu Hyung) Forma da espada dupla do monte Baekdu   | 1 – 4            |
| 雙劍劍法 Ssanggum Gumbup - técnica das duas espadas.                              |                  | 太極雙劍法 (太極型) Taegeuk Ssangkum Bup (Taekuk Hyung) Forma da espada dupla do Ying e Yang  | 1 – 4            |
|                                                                                   |                  | 回轉雙劍法(圓形) Hoijeon Ssangkum Bup (Won Hyung) Forma da espada dupla da rosa de saron      | Forma única      |

*As formas de espadas diferenciam-se dependendo da entidade, a exemplo do Jinyong Ssangkumryu há também versões das mesmas formas utilizando duas espadas. Essas formas também são encontradas no Kumdo.

## Estilo Jinyong Ssangkum Ryu (JSKR)
O estilo Jinyoung Ssangkum Ryu (Hangul: 진영쌍검류; Hanja: 眞英雙劍類) foi criado em 2001 pelo Grão-Mestre Kim Jeong Seong, natural de Busan, Coreia do Sul. É o estilo exclusivo da United World Haedong Kumdo Federation, também fundada pelo Grão-Mestre Kim, que incorpora técnicas de duas espadas e movimentos de saque e embainhamento, tanto com uma quanto com duas espadas 
O currículo do Jinyoung Ssangkum Ryu inclui as formas Ki Mu, desenvolvidas pelo Grão-Mestre Kim como exercícios respiratórios e meditativos. O nome "Jinyoung Ssangkum Ryu" pode ser traduzido como "estilo supremo das duas espadas", sendo que "Jinyoung" deriva dos caracteres chineses "Jin" (眞), que significa "verdade", e "Young" (英), que significa "excelência". Em uma interpretação mais profunda e filosófica, "Jinyoung" pode ser entendido como "aquele que corresponde à missão de ajudar os outros a reconhecer a ordem da natureza, orientando-os a praticar a consciência na vida diária".
Desde sua fundação, a United World Haedong Kumdo Federation tem crescido rapidamente, contando atualmente com mais de 50 países membros.  O Grão-Mestre Kim continua a promover o Jinyoung Ssangkum Ryu globalmente, compartilhando seu conhecimento através de treinamentos e workshops internacionais. 
Em 2023, por exemplo, foi realizado um workshop nos Estados Unidos que incluiu o sistema de uma e duas espadas, além do treinamento de Ki Mu conectado com um sistema de cura .  Além disso, associações em países como Austrália e Holanda continuam a promover e ensinar o Jinyoung Ssangkum Ryu, contribuindo para a disseminação e desenvolvimento do estilo em diversas regiões.  
A United World Haedong Kumdo Federation, tem maior numero de praticantes no ocidente do que na Coreia do Sul.

## Modalidades
Kumbup (劍法) – Formas com a espada. Ssangsu kumbup refere-se as formas com uma espada. O Ssangkumbup, refere-se as formas de duas espadas combinando defesas e ataques em movimentos contínuos.
Chakkum Baldo (着劍發刀) – Técnicas de saques de espada e embainhamento. Similar ao battoujutsu japonês.
Kyokkum (격검) – Técnicas de lutas combinadas. São movimentos combinados de ataque e defesa praticados em aula. Em competições, as formas são criativas permitindo que uma pessoa combata com mais de duas pessoas simultaneamente como uma luta demonstrativa.
Chong-i Begi (청이배기) – Cortes de papel, por mais que pareça simples uma lâmina afiada cortar uma folha de papel, na prática a situação é diferente. O corte de papel requer não apenas habilidade, como também precisão e agilidade para que o corte seja perfeito ou que mais de um corte seja feito antes que o papel caia ao chão. Alunos de Haidong Gumdo/Haedong Kumdo praticam tentando "cortar" folhas de jornal com a espada de madeira (mokkum) sem que o papel se rasgue.
Daenamu Begi (大羅木베기) – Uma das primeiras técnicas avançadas no Haidong Gumdo/Haedong Kumdo é o corte de bambu. A variação de cortes e a quantidade de cortes realizadas determina a habilidade do praticante.
Jipdan Begi (집단배기) – Outra modalidade de técnica avançada no Haidong Gumdo/Haedong Kumdo que consiste em cortar rolos de feno. Entre as técnicas mais bonitas é a de cortar o feno sem que a parte cortada caia ao chão, dando a impressão de que a espada passou sem tocar nela.
Chotbul Kugi (촛불끄기) – Desde o começo da pratica do Haidong Gumdo/Haedong Kumdo o aluno começa a aprender técnicas de apagar uma vela com a mokkum apenas com o deslocamento do ar. Na faixa preta o desafio é apagar mais de 45 velas deslocando o ar com um punho cerrado ou com as palmas das mãos.
Kummu (劍舞) – Dança da espada. Esta modalidade com a espada pode ser praticada tanto por mulheres quanto por homens, até mesmo em grupos mistos. São formas livres de espada combinando a dança e a musica; em algumas apresentações acontecem cortes de objetos como maçãs arremessadas no ar, cortes de bambu ou cortes de rolos de feno. Muito praticada em competições internacionais.
Kyongi (競技) – Uma modalidade ainda em caráter experimental, onde dois competidores combatem usando equipamentos de proteção. Numa forma de evitar comparações ao Kendo a proposta sugere uso de proteções de vinil usadas no Taekwondo, um capacete com grade e espadas de espuma. Em alguns locais se utiliza o Jokdo/shinai. Ainda não há um padrão exato para a prática.
Sagwa Begi (蘋果배기) – São técnicas de corte com maçãs arremessadas ao ar onde o praticante precisa agir a tempo de sacar a espada e cortar o fruto enquanto suspenso no ar.

## Equipamentos
No Haidong Gumdo/Haedong Kumdo são utilizados os seguintes equipamentos de treino.
Mokkum (木劍) – é a espada de madeira, usada para o treino e a prática de kumbups em geral.
Jokdo (竹刀) – é a espada de bambú (shinai), usada para a prática do Kyokkum e de Kyongi (competição).
Foam Sword (포암수오드) – uma alternativa para a substituição do Jokdo nas práticas de Kyokkum e kyongi. É feito com uma haste de PVC envolto em cilindro de EVA e espuma com uma capa de vinil.
Gakkum (假劍) – O Gakkum é uma espada sem fio, feita de metal simples, usada para demonstrações de formas, treinos de saques de espada, e dança da espada (Kummu).

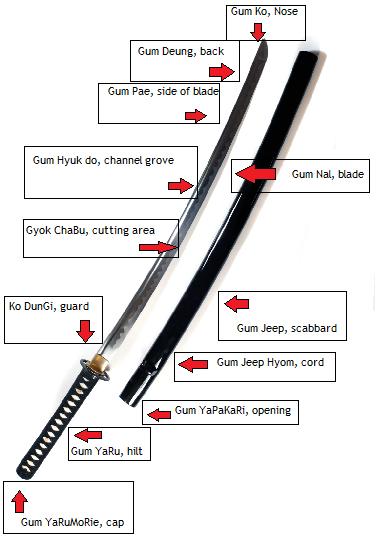
Partes da espada em coreano

Jin Kum (眞劍) – Jin Kum é a espada de aço, com fio. Usada para a prática de cortes (Begi) de bambu ou rolos de feno, papel e maçãs. É muito importante saber dissociar comparações ente o Jin Kum da Katana japonesa. Pois, as espadas japonesas possuem um método de tempera do metal muito diferente da espada coreana. A Jin Kum não possui aquele desenho característico gravado na lamina da katana; a lamina da Jin Kum é mais grossa e não afina na ponta como a Katana. Também, a Kummaki (tsuba) é menor e os detalhes da empunhadura são feitos em osso ou em madeira entalhada com a inclusão de adornos colocados nas extremidades ou na bainha. A jinkum combina muito com a técnica de tempera das espadas chinesas, e sua curvatura é maior que a da Katana.

## Uniformes
nota: Recentemente com o surgimento de novas entidades e federações coreanas de Haedong Kumdo cada entidade assume um padrão diferente de uniforme, no caso das duas entidades atuantes no Brasil, os uniformes mantém o mesmo padrão diferenciando apenas os emblemas.
	Os uniformes de Haedong Kumdo são muito parecidos com os uniformes de Kumdo. Para os faixas coloridas o uniforme é de cor preta; o casaco (otdori) tem mangas curtas e cobre a calça (paji) do Dobok (uniforme) é ajustada na cintura e alargada na barra ficando muito semelhante ao hakama japonês, entretanto, não possui pregas e também não tem o corte lateral da indumentaria japonesa.  No caso da Hanguk Haedong Kumdo Federation do GM Han-Il Na, o uniforme é diferente, o casaco de mangas curtas branco e a calça é preta com ajuste nos tornozelos.
	Para os faixas pretas a cor do uniforme destaca a graduação entre eles. [carece de fontes?]

## Graduações
No Haedong Kumdo usa faixas coloridas amarradas na cintura para diferenciar os alunos de acordo com a sua graduação.
	Independente de entidade a graduação do Haedong Kumdo é a mesma, salvo exceções:
| Graduação | Cor da faixa              | Nível de habilidade | Especialidade                                   |
| 8° Gub    | Branca                    | aprendiz            | recebe as primeiras instruções                  |
| 7° Gub    | Amarela                   | iniciante           | pratica com a espada de madeira (Mokkum)        |
| 6° Gub    | Verde                     | iniciante           | pratica com a espada de madeira (Mokkum)        |
| 5° Gub    | Azul                      | intermediario       | pratica com a espada de ferro sem fio (Gakkum)  |
| 4° Gub    | Azul e Vermelha (Um Yang) | Intermediario       | pratica com a espada de ferro sem fio (Gakkum)  |
| 3° Gub    | Marrom                    | Intermediario       | pratica com a espada de ferro sem fio (Gakkum)  |
| 2° Gub    | Vermelha                  | Avançado            | Inicia treinamento com a espada de aço (JinKum) |
| 1° Gub    | Vermelha e preta          | Avançado            | Pode auxiliar e dar aulas.                      |
| 1° Dan    | Preta                     | Avançado            | Pode ministrar aulas.                           |

Na Faixa preta, independente da entidade os uniformes sofrem algumas alterações como a cor do casaco de acordo com a graduação.

## Qual a diferença de Haidong Gumdo e o Haedong Kumdo?
O Haidong Gumdo e o Haedong Kumdo são a mesma arte marcial, porém, por questões jurídicas – e políticas; o uso do primeiro é de propriedade da World Haidong Gumdo Federation. Na verdade, ambas as escritas estão corretas, uma vez que nada mais são do que a romanização do Hangul. A prática é feita com espadas com lâminas de metal. Em termos técnicos, cada Federação ou Associação, tem o seu currículo particular.

## O que é Kumdo, Kum Sool e Hankumdo?
O Kumdo é uma arte marcial coreana que compartilha raízes com o Kendo japonês, introduzido na Coreia durante o período de ocupação japonesa (1910-1945). Após a independência, os praticantes coreanos buscaram desenvolver uma identidade marcial própria, resultando em variações como o Haedong Kumdo. Enquanto o Kumdo tradicional foca principalmente em duelos individuais, o Haedong Kumdo enfatiza técnicas de combate em campo de batalha, preparando o praticante para enfrentar múltiplos oponentes simultaneamente. 
O termo "Kum Sool" refere-se às técnicas de espada coreanas incorporadas nos currículos de diversas artes marciais, como Hapkido, Hankido, Kuk Sool Won, Sipalki e Gicheonmun. Essas técnicas podem ser desenvolvidas dentro de cada estilo ou baseadas em manuais antigos de esgrima coreana.
O Hankumdo foi criado pelo Grão-Mestre Myung Jae Nam (1938-1999), também fundador do Hankido. Nesta arte, os movimentos de cortes e bloqueios são inspirados nos traços do alfabeto coreano, o Hangul, proporcionando uma abordagem única ao treinamento com espada. 
É importante notar que denominações como "Hwarang Kumdo" ou "Kun Do" referem-se a criações brasileiras baseadas no Taekwondo. Embora possam incorporar técnicas de espada, não são reconhecidas como parte do Kum Sool tradicional.

## Eventos
Em 23 de Julho de 2002, o primeiro campeonato mundial Haidong Gumdo aconteceu no estádio Yong Pyung, província de Kang Won contando com a presença de 14 países. Portugal contou com apenas três representantes.
	Em 2004, o “World Haidong Gumdo Championship” também foi um sucesso contando com 31 países. Hoje o Haidong Gumdo é uma das artes marciais mais praticadas do mundo, contando com pelo menos um milhão de praticantes, mais de mil centros de treinamento divididos em 50 países.
	Em Outubro de 2008, foi realizado pela primeira vez no Brasil um Campeonato de Haedong Kumdo, em São José – Santa Catarina; contando com a presença do GM Jeong Seong Kim; representantes do Rio Grande do Sul, Santa Catarina, Paraná, São Paulo e Ceará compareceram no evento, além de outros representantes de artes marciais e entidades coreanas no Brasil.
	Em 2009, a United World Haedong Kumdo Federation, realizou em Busan seu primeiro evento oficial internacional contando com a presença de seus representantes no exterior. O Sr. Alexandre Coelho foi o único representante do Brasil pela extinta FBHK, onde participou como árbitro e auxiliar na organização. Hoje é o presidente da CBHK.
	Em 2015, foi realizado o Campeonato Mundial de Haedong Kumdo Jinyeong Ssangkumryu  em Smolensky (Rússia). Contou com a presença dos países da Europa.